# Suède aux Jeux olympiques d'hiver de 2002
La Suède participe aux Jeux olympiques d'hiver de 2002 à Salt Lake City aux États-Unis du 8 au 24 février 2002. Il s'agit de sa dix-neuvième participation à des Jeux d'hiver.
La délégation suédoise est composée de 102 athlètes : 56 hommes et 46 femmes.

## Liste des médaillés
| Sport                  | Discipline                    | Athlète(s) |
| Médaille d'argent : 2  |                               | |
| Snowboard              | Slalom géant parallèle hommes | Richard Richardsson |
| Ski alpin              | Géant femmes                  | Anja Pärson |
| Médaille de bronze : 5 |                               | |
| Biathlon               | Sprint femmes                 | Magdalena Forsberg |
| Biathlon               | Individuel femmes             | Magdalena Forsberg |
| Ski alpin              | Slalom femmes                 | Anja Pärson |
| Ski de fond            | 20 km poursuite hommes        | Per Elofsson |
| Hockey sur glace       | Tournoi féminin               | Emelie Berggren Anna Andersson Maria Rooth Erika Holst Anna Vikman Evelina Samuelsson Maria Larsson Kristina Bergstrand Ann-Louise Edstrand Josefin Pettersson Lotta Almblad Joa Elfsberg Gunilla Andersson Nanna Jansson Therese Sjölander Ylva Lindberg Danijela Rundqvist Ulrica Lindström Kim Martin Annica Åhlén |

| Sport            | Médaille d'or, Jeux olympiques | Médaille d'argent, Jeux olympiques | Médaille de bronze, Jeux olympiques | Total |
| ---------------- | ------------------------------ | ---------------------------------- | ----------------------------------- | ----- |
| Ski alpin        | 0                              | 1                                  | 1                                   | 2     |
| Snowboard        | 0                              | 1                                  | 0                                   | 1     |
| Biathlon         | 0                              | 0                                  | 2                                   | 2     |
| Hockey sur glace | 0                              | 0                                  | 1                                   | 1     |
| Ski de fond      | 0                              | 0                                  | 1                                   | 1     |
| Total            | 0                              | 2                                  | 5                                   | 7     |